# ラブラドル海

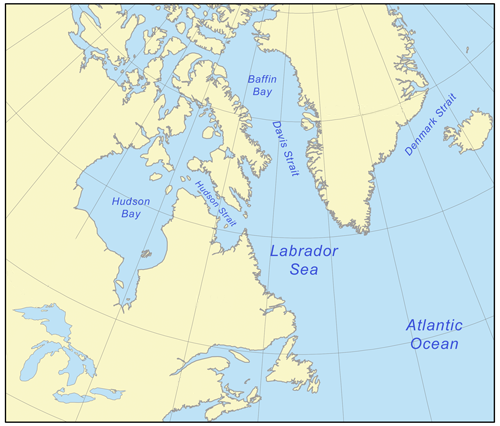
中央に“Labrador Sea”と記されている

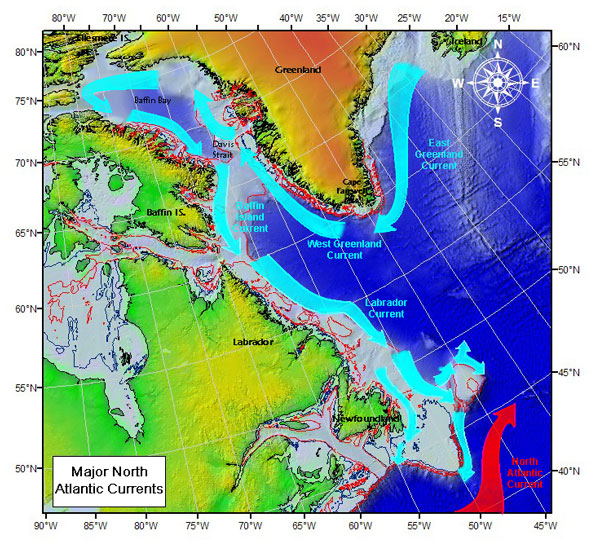
ラブラドル海を取り巻く海流

ラブラドル海（ラブラドルかい、英: Labrador Sea）は、カナダのラブラドル半島とグリーンランドの間にある海である。北はデービス海峡でバフィン湾に、南は大西洋につながっており、大西洋の一部とする考え方もある。中央部の水深は約3kmあり、南西・北西および北東に大陸棚が連なる。冬は流氷により船舶の航行は困難となる。ラブラドル海流が流れている。
ラブラドル海の形成は今から約6100万年前に始まり4000万年前に終わった海洋底拡大によるものと考えられている。氷河時代には北アメリカの氷床から流れ出た大量の氷山が流れ込み、それらが溶解することで溶け出した岩石が現在のラブラドル海の底に岩石層を成している。
座標: 北緯60度41分 西経56度37分 / 北緯60.68度 西経56.61度